# Нгуен Ань Кхой
Нгуен Ань Кхой (вьет. Nguyễn Anh Khôi, род. 11 января 2002, Хошимин) — вьетнамский шахматист, гроссмейстер (2019).
Чемпион Вьетнама 2016 и 2019 гг.
В составе сборной Вьетнама участник шахматных олимпиад 2016 и 2018 гг. и командных чемпионатов Азии 2016 и 2018 гг.
Победитель юниорских чемпионатов мира 2012 (в категории до 10 лет) и 2014 (в категории до 12 лет) гг. Победитель юниорских чемпионатов Азии 2012 (в категории до 10 лет) и 2014 (в категории до 12 лет) гг. Победитель юниорского чемпионата Азии 2019 г. (в старшей возрастной категории). Победитель юниорского чемпионата Юго-Восточной Азии 2010 г. (в категории до 8 лет).
Победитель чемпионата АСЕАН 2015 г.
Участник зонального турнира 2015 г.
Участник личного чемпионата Азии 2018 г.
Помимо шахмат, увлекается единоборствами. Имеет коричневый пояс по каратэ и черный пояс по тхэквондо.

## Основные спортивные результаты
| Год  | Город     | Соревнование                                           | + | − | = | Результат | Место |
| ---- | --------- | ------------------------------------------------------ | - | - | - | --------- | ----- |
| 2011 | Коломбо   | Юниорский чемпионат Азии (до 10 лет)                   |   |   |   |           | 7     |
| 2012 | Ташкент   | Юниорский чемпионат Азии (до 10 лет)                   |   |   |   | 8 из 9    | 1     |
|      | Марибор   | Юниорский чемпионат мира (до 10 лет)                   |   |   |   |           | 1     |
| 2014 | Тагайтай  | Юниорский чемпионат Азии (до 12 лет)                   |   |   |   |           | 1     |
|      | Дурбан    | Юниорский чемпионат мира (до 12 лет)                   | 7 | 1 | 3 | 8½ из 11  | 1     |
| 2015 |           | Чемпионат АСЕАН                                        |   |   |   |           | 1     |
|      | Хошимин   | Зональный турнир 3.3                                   | 3 | 2 | 4 | 5 из 9    | 14—17 |
| 2016 | Хюэ       | Чемпионат Вьетнама                                     | 6 | 0 | 3 | 7½ из 9   | 1     |
|      | Абу-Даби  | Командный чемпионат Азии (сборная Вьетнама, ?-я доска) | 2 | 2 | 1 | 2½ из 5   |       |
|      | Баку      | XLII Олимпиада (сборная Вьетнама, 4-я доска)           | 4 | 3 | 4 | 6 из 11   |       |
| 2018 | Хамадан   | Командный чемпионат Азии (сборная Вьетнама, ?-я доска) | 0 | 3 | 2 | 1 из 5    |       |
|      | Батуми    | XLIII Олимпиада (сборная Вьетнама, 4-я доска)          | 4 | 1 | 6 | 7 из 11   |       |
|      | Макати    | Чемпионат Азии                                         |   |   |   |           | [ 7 ] |
| 2019 | Бакзянг   | Чемпионат Вьетнама                                     |   |   |   |           | 1     |
|      | Суракарта | Юниорский чемпионат Азии                               | 7 | 0 | 2 | 8 из 9    | 1     |

## Изменения рейтинга
| Графики недоступны из-за технических проблем. См. информацию на Фабрикаторе и на mediawiki.org. |